# Sjoutnäset
Sjoutnäset (sydsamiska: Sjeavhta) är en by vid nordvästra änden av sjön Stor-Sjouten (567 m ö.h.) i nordöstra delen av Frostvikens socken i Jämtland.

## Allmänt
Byn Sjoutnäset ligger längs länsväg Z 815 cirka 40 kilometer nordost om Gäddede och cirka 40 kilometer norr om Lidsjöberg vid länsväg 342.
I Sjoutnäset ligger Sjoutnäsets kapell.